# 密葉劍蕨
密葉劍蕨（学名：Loxogramme confertifolia）为水龍骨科劍蕨屬下的一个种。

## 扩展阅读
- 維基物種上的相關：密葉劍蕨